# Roestgele paddestoelkever
De roestgele paddestoelkever (Pocadius ferrugineus) is een soort kever behorend tot de glanskevers (Nitidulidae ). Deze kever komt voor op paddenstoelen.

## Kenmerken
Hij heeft een lengte van 2,6 tot 4,6 mm.

## Verspreiding
De roestgele paddestoelkever is een Europese soort.